# Lõpe (Lääneranna)
Lõpe is een plaats in de Estlandse gemeente Lääneranna, provincie Pärnumaa. De plaats heeft de status van dorp (Estisch: küla).
Tot in oktober 2017 behoorde Lõpe tot de gemeente Koonga. In die maand ging Koonga op in de fusiegemeente Lääneranna.

## Bevolking
De ontwikkeling van de bevolking blijkt uit het volgende staatje:
| Jaar            | 2010 | 2011 | 2021 |
| --------------- | ---- | ---- | ---- |
| Aantal inwoners | 190  | 115  | 120  |

## Ligging
De rivier Vanamõisa jõgi, een zijrivier van de Kasari, ontspringt bij Lõpe. De Tugimaantee 60, de secundaire weg van Pärnu naar Lihula, komt door Lõpe. De plaats ligt in een moerasgebied.

## Geschiedenis
Lõpe werd voor het eerst genoemd in 1534 onder de naam Leppeße, in 1560 stond de plaats bekend als Loeffe, in 1797 als Löppa. Ze lag op het landgoed van Kokenkau (Koonga).
Tijdens de Sovjetbezetting was in Lõpe het bestuurscentrum van de sovchoz Oidrema gevestigd, vernoemd naar het naburige dorp Oidrema.